# Blažice
Blažice (bis 1948 slowakisch „Bologd“ – bis 1927 auch „Bologda“; ungarisch Balogd – bis 1907 Bologd) ist eine Gemeinde im Osten der Slowakei mit 655 Einwohnern (Stand 31. Dezember 2024), die zum Okres Košice-okolie, einem Teil des Košický kraj, gehört und in der traditionellen Landschaft Abov liegt.

## Geographie
Die Gemeinde befindet sich im südöstlichen Teil des Talkessels Košická kotlina am linken Ufer der Olšava, mit dem Übergang ins Gebirge Slanské vrchy im Osten. Das Ortszentrum liegt auf einer Höhe von 205 m n.m. und ist 19 Kilometer von Košice entfernt (Straßenentfernung).
Nachbargemeinden sind Ruskov im Norden, Nordosten und Osten, Bohdanovce im Süden, Nižný Čaj im Westen und Vyšný Čaj im Nordwesten.

## Geschichte

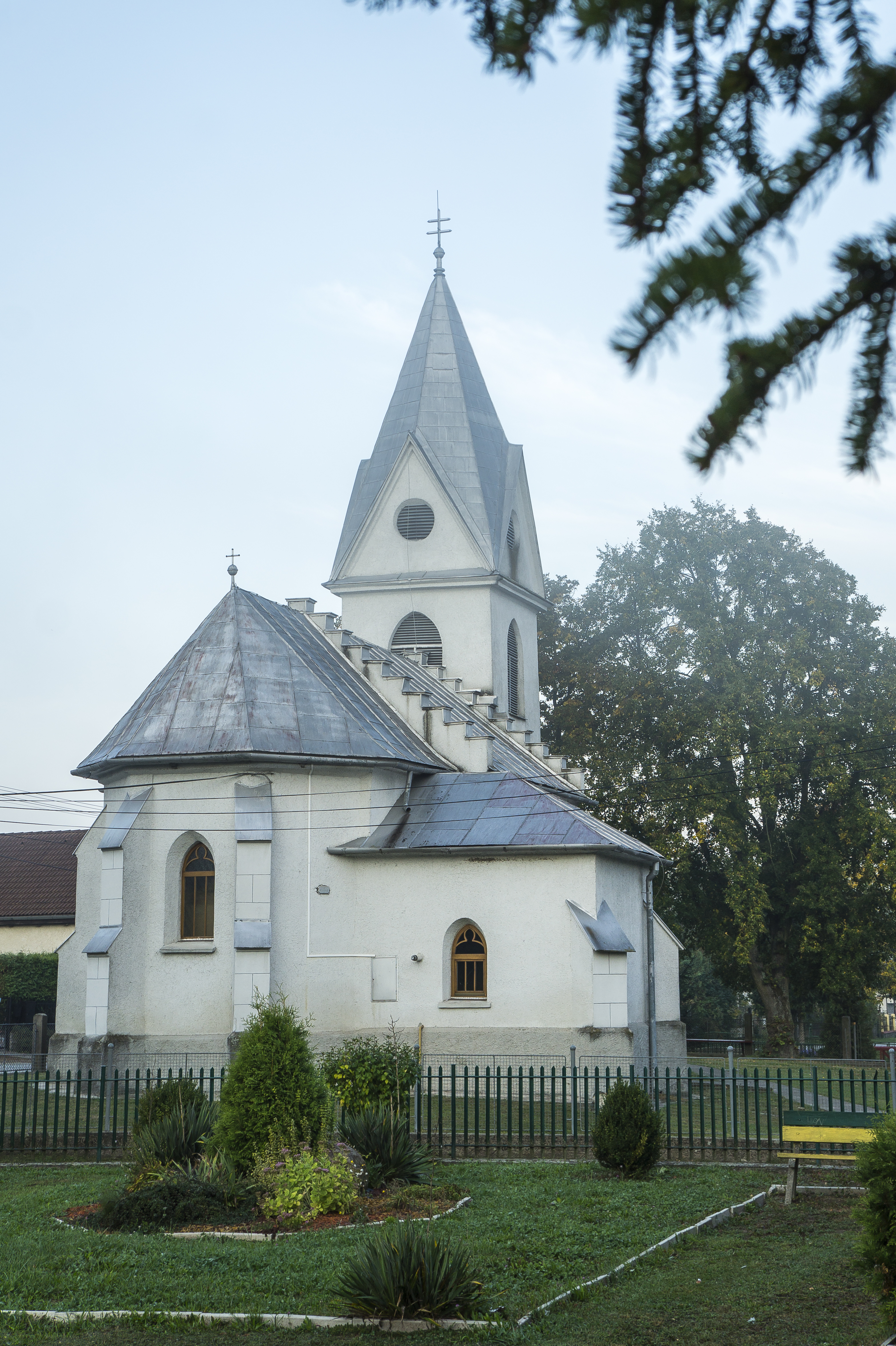
Kirche in Blažice

Das Gemeindegebiet von Blažice wurde in der Jungsteinzeit besiedelt, mit einer Siedlung der Bükker Kultur, aus späteren Zeitepochen stammen ein Massenfund von Bronzegegenständen aus dem Jahr 1876 (heute in der Sammlung des Ostslowakischen Museums in Košice), weiter eine Siedlung aus der Hallstattzeit, eine Töpfersiedlung in der Römerzeit sowie slawische Funde aus dem 7. und 8. Jahrhundert.
Blažice wurde zum ersten Mal 1245 als villa Bolugd schriftlich erwähnt, weitere historische Bezeichnungen sind unter anderen Bologh (1337), Balok (1427) und Baloghd (1630). Das Dorf war vom 14. bis zum 17. Jahrhundert Gut der Propstei in Nižná Myšľa, dann von 1643 bis 1773 der Kaschauer Jesuiten, Kaschauer Universität sowie eines religiösen Fonds. 1562 gab es sieben Porta in Blažice, 1715 wohnten hier drei Haushalte, 1772 26 Familien, 1828 zählte man 47 Häuser und 363 Einwohner, die als Landwirte beschäftigt waren.
Bis 1918/1919 gehörte der im Komitat Abaúj-Torna liegende Ort zum Königreich Ungarn und kam danach zur Tschechoslowakei beziehungsweise heute Slowakei. Auf Grund des Ersten Wiener Schiedsspruchs lag er von 1938 bis 1945 noch einmal in Ungarn.

## Bevölkerung
| Jahr                | 1994 | 2004     | 2014     | 2024    |
| ------------------- | ---- | -------- | -------- | ------- |
| Anzahl der Personen | 395  | 496      | 600      | 655     |
| Unterschied         |      | +25,56 % | +20,96 % | +9,16 % |

| Jahr                | 2023 | 2024    |
| ------------------- | ---- | ------- |
| Anzahl der Personen | 645  | 655     |
| Unterschied         |      | +1,55 % |

Gemäß der Volkszählung 2011 wohnten in Blažice 559 Einwohner, davon 529 Slowaken, 18 Roma, zwei Tschechen und ein Magyare. Neun Einwohner machten keine Angabe zur Ethnie.
455 Einwohner bekannten sich zur römisch-katholischen Kirche, 41 Einwohner zur Evangelischen Kirche A. B., 15 Einwohner zur griechisch-katholischen Kirche, sechs Einwohner zur reformierten Kirche, drei Einwohner zur evangelisch-methodistischen Kirche und ein Einwohner zur orthodoxen Kirche. 22 Einwohner waren konfessionslos und bei 16 Einwohnern wurde die Konfession nicht ermittelt.

## Bauwerke und Denkmäler
- römisch-katholische Michaelskirche aus dem 15. Jahrhundert

## Verkehr
Durch Blažice führt die Straße 2. Ordnung 576 zwischen Bohdanovce (Anschluss an die Straße 2. Ordnung 552) und Bidovce um im weiteren Verlauf Vranov nad Topľou. Die nächsten Bahnanschlüsse an der Bahnstrecke Čierna nad Tisou–Košice sind in Bohdanovce und Ruskov.